# Осеннее наступление войск ООН (1950)
Осеннее наступление войск ООН — военная операция во время Корейской войны, проводившаяся силами ООН 15 сентября — 26 октября 1950 года. В результате наступления войска коалиции заняли почти весь Корейский полуостров, что привело к вступлению в войну войск коммунистического Китая.

## Предыстория
К 8 сентября 1950 года южнокорейские войска окончательно остановили наступление Корейской народной армии на «пусанском периметре», и приступили к подготовке контрнаступления, планируя полный разгром войск КНДР и оккупацию всей территории Кореи.
Планируя контрнаступление, американское командование объединило войска, находившиеся в районе Кенчжю, Тайгу, Пусан, в 1-й и 9-й американские и 1-й и 2-й южнокорейские корпуса, которые были подчинены командующему 8-й армией. Для проведения морской десантной операции был создан американский 10-й армейский корпус.
Замысел операции состоял в том, чтобы одновременным ударом сухопутных войск из района Тайгу и морского десанта, высаженного в Инчхоне, в направлениях на Чунчен и Ансон окружить и уничтожить основные силы КНА в южной части Кореи и, резко изменив тем самым обстановку в свою пользу, закончить войну до наступления холодов.

## Ход боевых действий

### Разгром КНА в южной части Кореи
С 10 сентября войска коалиции начали авиационную и артиллерийскую бомбардировку Инчхона и прикрывающих подходы к порту укреплений. 15 сентября началась Инчхонская десантная операция. 16 сентября Инчхон был полностью занят американцами, которые начали продвижение на восток.
16 сентября войска ударной группы начали наступление из района Тайгу на север и северо-запад. Соединения 1-го американского армейского корпуса в ходе шестидневных упорных боёв прорвали оборону северокорейской 3-й пехотной дивизии и форсировали реку Нактонган, начав наступление на Тэджон и Сеул с востока и юго-востока. Соединения 2-го корпуса южнокорейских войск, действуя в общем направлении на Ыйсон, Андон, в течение четырёх дней вели бой на переднем крае, и лишь к концу 19 сентября сумели осуществить прорыв, выйдя 21 сентября в район Гуньи и создав угрозу прохода в тыл северокорейским войскам, оборонявшимся севернее Ёнчон. В общем за шесть дней боёв войска коалиции сумели продвинуться лишь на 20 км от «пусанского периметра». Командующий войсками северокорейской 2-й армейской группы принял решение на проведение контрудара в районе Гуньи, но осуществить этот контрудар не удалось из-за начавшихся боёв под Сеулом.
Высадившиеся под Инчхоном американские войска 21 сентября вышли к реке Ханган и приступили к её форсированию, захватив плацдарм северо-западнее Сеула. Часть сил 7-й американской пехотной дивизии, введённой в бой ещё 18 сентября, наступала на Сувон, взяла город 25 сентября, а 27 сентября соединилась южнее Усана с передовыми частями 1-й кавалерийской дивизии, наступавшими из района Тайгу. Таким образом северокорейская 1-я армейская группа попала в оперативное окружение в южной части Кореи.
Главное командование КНА ещё 25 сентября приняло решение об отводе войск 1-й армейской группы за 38-ю параллель в общем направлении на Тэчжон, Сеул; одновременно командующему Сеульской группой войск приказывалось сохранить прибывающие резервы, занять обороны севернее, восточнее и южнее Сеула, и воспрепятствовать продвижению противника в восточном и юго-восточном направлениях. Однако эти мероприятия уже не могли оказать существенного влияния на ход событий. Управление войсками со стороны штабов фронта и армейских групп было нарушено. Войска КНА отступали на север разрозненными группами, оказывая сопротивление лишь на отдельных направлениях. Связь с войсками 1-й армейской группы была совершенно нарушена. 28 сентября войска Сеульской группы оставили Сеул, 29 сентября войска 2-й армейской группы оставили Ечхон и начали отступать на север к 38-й параллели.

### Отход КНА к 38-й параллели
29 сентября части 1-й дивизии морской пехоты США, 1-й кавалерийской дивизии США и южнокорейской 8-й пехотной дивизии атаковали войска КНА в районе Ыденпу. Части Сеульской группы КНА сдержали наступление противника и в течение 5 дней отражали его атаки. Только к исходу 5 октября войска коалиции с трудом вышли к 38-й параллели на фронте Кайсен, южнее Чандон.
На чоронском и вонсанском направлениях части южнокорейских 2-го и 1-го корпусов, преодолевая слабое сопротивление отдельных частей 2-й армейской группы КНА, к 8 октября овладели Индэ и завязали бои за Симпори, Хвачен, Янгу. Отдельным подразделениям 3-й пехотной дивизии южнокорейских войск удалось достигнуть Кодзе.

### Октябрьское наступление войск Южной коалиции.
После выхода войск коалиции к 38-й параллели американское командование приняло решение на проведение новой наступательной операции с целью окончательного разгрома остатков КНА и оккупации всей Северной Кореи.
Общий замысел операции заключался в расчленении войск КНА и уничтожении их по частям путём одновременного нанесения двух ударов по сходящимся направлениям на Пхеньян: одного — из района севернее Сеула, и другого — из Вонсана. Наступление сухопутных войск должно было проводиться во взаимодействии с воздушным десантом, который предполагалось выбросить в районе Сукчен и Сунчхон. После овладения Пхеньяном войскам предстояло продвигаться на север с целью быстрейшего выхода к границам КНР и СССР.
Подготовка КНА к отражению наступления противника проходила в исключительно тяжёлой обстановке. На рубеж 38-й параллели из войск КНА наиболее организованно, хоть и с большими потерями, отошли лишь части сеульской группы войск численностью до двух пехотных дивизий, и остатки трёх пехотных дивизий 2-й армейской группы; части 1-й армейской группы перешли к партизанским действиям в южной части Кореи. Вследствие того, что на вонсанском направлении фронт фактически оказался открытым, Главное командование КНА было вынуждено выдвинуть на это направление тыловые, запасные части и части, не закончившие формирование.
11 октября началось наступление. На кымченском направлении северокорейские части отразили все атаки противника, но на чоронском направлении северокорейские войска были вынуждены отступить в горы, открыв направления на Ичен-Мен и Пхенгкан. Овладев Пхенгканом, части 8-й и 7-й пехотных дивизий южнокорейских войск продолжили наступление и, повернув главные силы на Ичен-Мен, к исходу 12 октября вышли к реке Пёганхёне. 3-я пехотная и Столичная дивизии южнокорейских войск, наступавшие вдоль восточного побережья, овладели 11 октября Анбьен, Саым, а 12 октября взяли Вонсан.
На направлении главного удара американские и южнокорейские войска 15 октября вышли к реке Намган, форсировали её в районе Симпен и овладели городами Ёнан, Намчён, Симпен, Тонян и Човон. 19 октября они вышли к южной и восточной окраинам Пхеньяна и завязали бои за город. Утром 20 октября в районе Сукчен, Сунчхон был выброшен воздушный десант, и Пхеньян пал. Северокорейские войска при отступлении от Пхеньяна совершили массовый расстрел американских военнопленных возле Сунчхона.
После взятия Пхеньяна войска 1-го американского армейского корпуса совместно с частями воздушного десанта 25 октября овладели Анчжу и попытались с ходу форсировать реку Чёнчёнган, но наткнулись на упорную оборону 105-й танковой и 17-й механизированной северокорейских дивизий, а также остатков других частей 1-го северокорейского фронта. Значительную помощь северокорейским войскам оказали части китайских добровольцев, начавшие прибывать в северо-западную Корею.
2-й корпус южнокорейских войск 25 октября овладел городами Унзан, Санвонтон, Удан и Хичен. Отдельным подразделениям 7-го полка 6-й пехотной дивизии удалось 26 октября выйти к пограничной реке Ялуцзян и овладеть Чесан.
На восточном побережье части южнокорейских Столичной и 3-й пехотной дивизий, а также высадившейся в Вонсане 1-й дивизии морской пехоты США, не встречая почти никакого сопротивления, овладели Кочедон, Тохынри, Пукчён, Кунсон и устремились к северным границам КНДР.

## Итоги и последствия
Инчхонская десантная операция вооружённых сил Южной коалиции решительно изменила ход войны. Достигнув 40-й параллели, войска Южной коалиции в ряде пунктов вышли к границам образовавшейся год назад КНР, угрожая её основной промышленной базе — северо-восточному Китаю. В связи со сложившейся обстановкой с 19 октября началось выдвижение из Китая на территорию КНДР тридцати пяти пехотных и четырёх артиллерийских дивизий китайских народных добровольцев. В целях координации боевых действий войск Китайских народных добровольцев и Корейской народной армии было создано Объединённое командование КНД и КНА.